# Sân bay Sultan Thaha

Sân bay Sultan Thaha (IATA: DJB, ICAO: WIPA) là một sân bay ở thành phố Jambi ở tỉnh Jambi của Indonesia. Sân bay này nằm ở ngoại ô Paalmerah của Jambi. Mỗi tuần có 73 chuyển đi nối với các tuyến điểm tầm ngắn và 42 lượt chuyến bằng máy bay tầm trung.. 

## Các hãng hàng không và các tuyến điểm
- Batavia Air (Jakarta)
- Lion Air (Jakarta)
- Sriwijaya Air (Jakarta)
- Mandala (Batam) (dừng một thời gian)
- Merpati (Batam)
- Riau Air (Pekanbaru)
- Kartika Airlines (Batam)
- Adam Air (Jakarta) (dừng)